# Monasterio de la Inmaculada Concepción (Garachico)
El monasterio o Convento de la Inmaculada Concepción se encuentra en la Villa y Puerto de Garachico (Tenerife, Canarias, España). Se trata de un monasterio de clausura perteneciente a la Orden de la Inmaculada Concepción.

## Historia
El monasterio fue fundado en 1643 por Cristóbal de Ponte y Hoyo. El edificio no se vio afectado por la erupción del volcán Trevejo de 1706, el cual destruyó el antiguo puerto de Garachico. A pesar de esto, ante el inminente peligro las monjas abandonaron el convento al que retornarían dos años más tarde.
En 1709 sufrió un incendio que lo dejó arruinado por completo y tuvo que ser reconstruido entre 1745 y 1749. En 1856 el monasterio fue parcialmente destruido por el oleaje debido a su cercanía al mar.
En 2014, el Monasterio de la Inmaculada Concepción de Garachico fue declarado Bien de Interés Cultural, con categoría de monumento, por el Gobierno de Canarias.

## Características
En el interior del monasterio destaca el retablo mayor, el cual originalmente se encontraba en la Iglesia de Santa Ana, la parroquia matriz de Garachico. También destaca el retablo de Santa Beatriz de Silva, fundadora de la Orden de la Inmaculada Concepción. Unas de las imágenes que atesora es una representación del Ecce Homo (llamado el Señor de la Cañita), escultura mexicana realizada en pasta de caña de maíz.